# Tarek El-Said
Tarek El-Said (ar. طارق السعيد, ur. 5 kwietnia 1978 w Tancie) – egipski piłkarz grający na pozycji lewego pomocnika.

## Kariera klubowa
Karierę piłkarską El-Said rozpoczął w Kairze, w tamtejszym klubie Zamalek Sporting Club. W 1997 roku zadebiutował w jego barwach w pierwszej lidze egipskiej. W 1999 roku zdobył z Zamalekiem Puchar Egiptu, a w 2000 roku - Puchar Zdobywców Pucharów. W tamtym roku został uznany Piłkarzem Roku w Egipcie. W 2001 roku wywalczył swoje pierwsze w karierze mistrzostwo kraju i z 13 golami został królem strzelców ligi.
Latem 2001 roku El-Said został piłkarzem Anderlechtu. W pierwszej lidze belgijskiej zadebiutował 11 sierpnia 2001 w wygranym 3:1 domowym meczu z Royalem Antwerp. 20 kwietnia 2002 w meczu z KVC Westerlo (3:3) strzelił swoją jedyną bramkę w lidze Belgii. W barwach Anderlechtu rozegrał 10 meczów.
W 2002 roku El-Said wrócił do Zamaleku. W latach 2003 i 2004 dwukrotnie z rzędu wywalczył mistrzostwo kraju. W 2006 roku odszedł do lokalnego rywala Zamaleku, Al-Ahly Kair. Wygrał z nim Ligę Mistrzów (1:1, 1:0 w finale z CS Sfaxien). W tamtym roku zajął 3. miejsce w Klubowym Pucharze Świata. W 2007 roku zdobył Superpuchar Afryki, puchar i mistrzostwo kraju. W 2008 roku zakończył karierę piłkarską z powodu kontuzji.
| Sezon   | Klub           | Kraj   | Rozgrywki     | Mecze | Bramki |
| ------- | -------------- | ------ | ------------- | ----- | ------ |
| 1997/98 | Zamalek SC     | Egipt  | 1. liga       | 18    | 0      |
| 1998/99 | Zamalek SC     | Egipt  | 1. liga       | 11    | 1      |
| 1999/00 | Zamalek SC     | Egipt  | 1. liga       | 20    | 2      |
| 2000/01 | Zamalek SC     | Egipt  | 1. liga       | 21    | 13     |
| 2001/02 | RSC Anderlecht | Belgia | Eerste Klasse | 11    | 1      |
| 2002/03 | Zamalek SC     | Egipt  | 1. liga       | 16    | 4      |
| 2003/04 | Zamalek SC     | Egipt  | 1. liga       | 17    | 1      |
| 2004/05 | Zamalek SC     | Egipt  | 1. liga       | 17    | 2      |
| 2005/06 | Zamalek SC     | Egipt  | 1. liga       | 12    | 0      |
| 2006/07 | Al-Ahly Kair   | Egipt  | 1. liga       | ?     | ?      |
| 2007/08 | Al-Ahly Kair   | Egipt  | 1. liga       | ?     | ?      |

## Kariera reprezentacyjna
W reprezentacji Egiptu El-Said zadebiutował 6 stycznia 2000 roku w wygranym 4:0 towarzyskim spotkaniu z Gabonem. W tym samym roku został powołany do kadry Egiptu na Puchar Narodów Afryki 2000 i wystąpił na nim w 4 spotkaniach: z Zambią (2:0), z Senegalem (1:0), z Burkina Faso (4:2) i w ćwierćfinale z Tunezją (0:1). Z kolei w 2002 roku rozegrał jeden mecz w Pucharze Narodów Afryki 2002, z Senegalem (0:1). Z kolei w 2004 roku wystąpił w 3 spotkaniach Pucharu Narodów Afryki 2004: z Zimbabwe (2:1), z Algierią (1:2) i z Kamerunem (0:0). Od 1999 do 2005 roku rozegrał w kadrze narodowej 61 spotkań i strzelił 6 goli.